# 29 Syberyjski Pułk Strzelców (Imperium Rosyjskie)
29 Syberyjski pułk strzelców (ros. 29-й Сибирский стрелковый полк) – oddział piechoty armii Imperium Rosyjskiego.

## Charakterystyka
Sformowany w 1771.
Stacjonował między innymi w m. Aczyńsk .

 W przededniu I wojny światowej pułk etatowo posiadał cztery bataliony po cztery kompanie oraz kompanię tyłową. Kompania piechoty czasu wojny liczyła około 240 żołnierzy i 4–5 oficerów. Na szczeblu pułku występował także pododdział karabinów maszynowych (8 km), łączności (w tym 14 konnych gońców i 21 telefonistów) i zwiadowczy (64 zwiadowców, w tym 4 kolarzy). W sumie pułk liczył około 4000 żołnierzy.
Rozformowany w 1918.

## Podporządkowanie
Lipiec 1914:
- 3 Syberyjski Korpus Armijny – Irkuck[7]
  - 8 Syberyjska Dywizja Strzelców – Krasnojarsk
    - 1 Brygada Strzelców – Krasnojarsk
      - 29 Syberyjski pułk strzelców – Aczyńsk